# Rheumaptera heinrichi
Rheumaptera heinrichi är en fjärilsart som beskrevs av Hann. 1930. Rheumaptera heinrichi ingår i släktet Rheumaptera och familjen mätare. Inga underarter finns listade.